# 蕭淵朗
蕭淵朗（5世紀—6世紀），字靖徹，南蘭陵郡蘭陵縣人，南朝梁長沙宣武王蕭懿之子。

## 生平
天監五年（506年），蕭淵朗以王子例封泉陵縣開國侯，食邑五百戶，後歷任太子洗馬、桂州刺史等職。蕭淵朗在桂州任內傲慢暴虐，將進忠言勸諫的記室參軍庾丹殺害。
蕭淵朗後入朝擔任建康正，因犯法而被流放廣州。